# 11-nor-9-karboksi-THC
11-nor-9-karboksi-THC (11-nor-9-karboksi-delta-9-tetrahidrokanabinol, 11-COOH-THC, THC-COOH, THC-11-oic kiselina) je glavni sekundarni metabolit THC koji se formira u telu nakon konzumacije kanabisa.
11-COOH-THC se forma u telu oksidacijom aktivnog metabolita 11-hidroksi-THC posredstvom enzima jetre. On se zatim dalje metabolizuje putem kougacije sa glukuronidom, čimes se formira u vodi rastvorno jedinjenje, koje se lakše izlučuje iz tela.